# 藤本進治
藤本 進治（ふじもと しんじ、1905年 - 1987年）は、日本のマルクス主義哲学者。
大阪市生まれ。1934年、関西大学大学院中退。経済学者の藤本昭（神戸大学教授）は甥。長女は福井扶未子。谷沢永一が師と仰いだ。

## 著書
- 『認識論』青木書店　1957　現代哲学全書
- 『革命の哲学 現代修正主義批判の哲学的基礎』青木書店　1964
- 『マルクス主義とは何か』戦後思想叢書　1964
- 『マルクス主義と現代』せりか書房　1967
- 『革命の弁証法』せりか書房　1968
- 『革命闘争の論理』合同出版　1969
- 『根拠への闘争』せりか書房　1972
- 『革命の経済学』せりか書房　1976
- 『資本論の哲学 「革命の経済哲学」草稿』ユニウス　1987
- 『認識論』山本晴義編　こぶし文庫 戦後日本思想の原点 2006

## 参考
- 『革命の哲学』著者紹介